# Un uomo chiamato Flintstone
Un uomo chiamato Flintstone (The Man Called Flintstone) è un film d'animazione del 1966 diretto e prodotto da Joseph Barbera e William Hanna. È una parodia dei film di James Bond e si ispira alla serie televisiva I Flintstones.
In Italia è conosciuto anche con il titolo Un uomo chiamato Flintstone - Intrigo a Bedrock con il quale è stato distribuito in DVD dal 2009 dalla Warner Home Video.

## Trama
Fred Flintstone viene inseguito da due uomini che lo scambiano per Rock Slag, un agente ferito: Fred ne prende il posto e va in vacanza con la sua famiglia e i Rubble.
La missione consiste nel trovare il malefico Coccia di Morto e impedirgli di dominare il mondo. Fred, con la scusa di una vacanza in famiglia, si reca a Eurock e comincia a seguire un complicato intrigo dell'età della pietra.

## Distribuzione

### Edizione italiana
Il doppiaggio italiano del film fu eseguito dalla S.A.S. e le canzoni furono mantenute in inglese. Fred viene caratterizzato con una balbuzie assente nell'edizione originale.
A partire dagli anni 1990 il film è stato trasmesso in televisione in un'edizione priva di alcune scene. Per la distribuzione in DVD-Video e in streaming è stata ripristinata la versione integrale ma le scene ripristinate sono state ridoppiate.